# Brutpflege

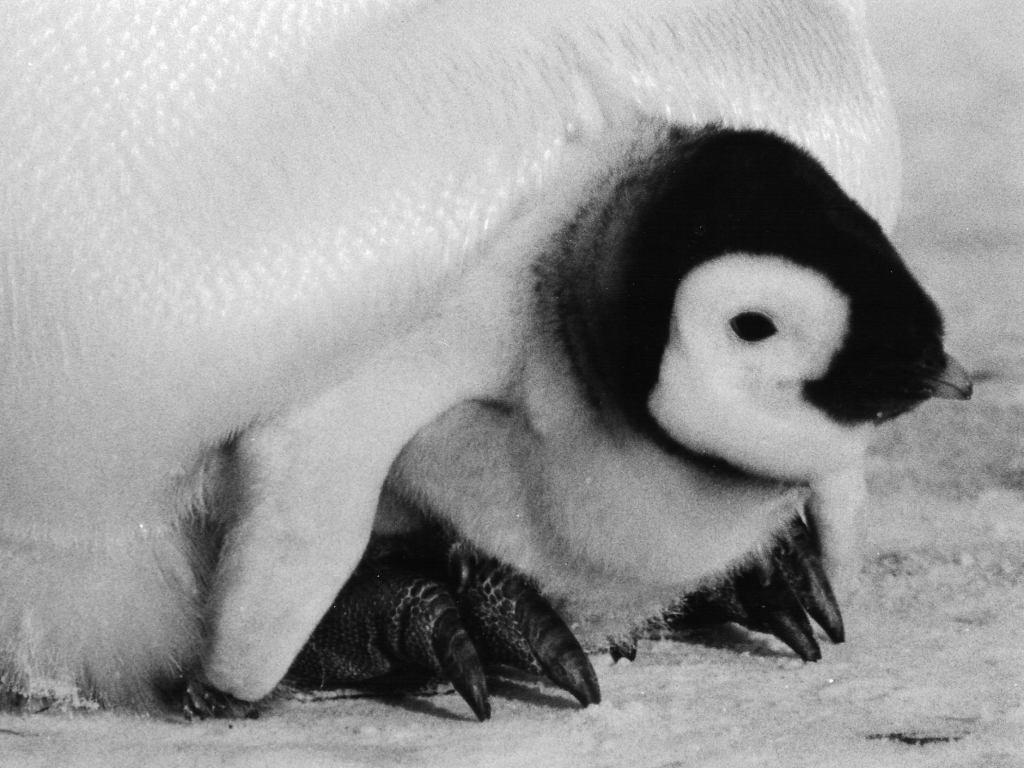
Küken des Kaiserpinguins (Aptenodytes forsteri) in der Bauchfalte eines Elterntieres

Unter Brutpflege versteht man die Fürsorge der Eltern (meistens des Weibchens) für ihre Nachkommen (Brut) aufgrund angeborener Instinkte in Kombination mit der hormonellen Umstellung, welche durch die Eiablage oder die Geburt ausgelöst wird.
Die Pflege und Erziehung menschlicher Nachkommen während des Aufwachsens ist ebenfalls eine Form von Brutpflege.

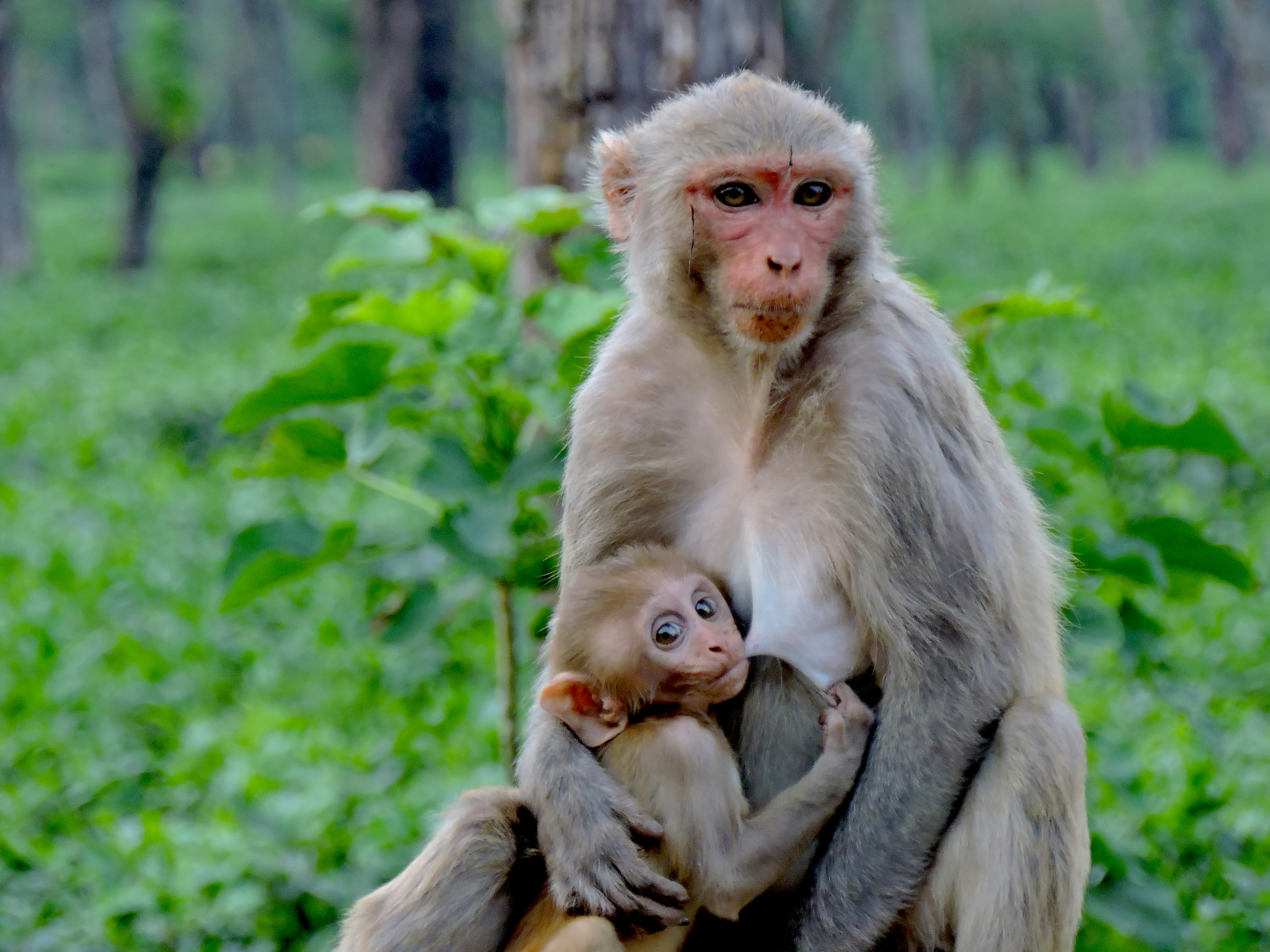
Affenmutter mit Jungtier

## Fortpflanzungsaufwand
Alle Spezies, die sich sexuell fortpflanzen, tun dies nach demselben Grundsatz: ein Partner befruchtet den anderen durch die Übergabe seiner Keimzellen (bzw. Gameten), während der andere sich (bzw. die Eier oder den Laich) befruchten lässt. Selbst bei zweigeschlechtlichen Tieren, sogenannten Hermaphroditen, entscheiden sich die Partner im Moment der Paarung dafür, ob sie bei der Fortpflanzung den männlichen oder den weiblichen Part übernehmen. Die Jungtiere, egal ob aus einem Ei geschlüpft (Oviparie), schlüpfend geboren (Ovoviviparie) oder lebend geboren (Viviparie), zehren bis zu der Geburt oder dem Schlüpfen von der Energie ihrer Mütter. Dabei ist die Produktion von Eizellen deutlich energieintensiver als die von Spermien. Außerdem werden Eizellen in geringerer Menge produziert und eine erfolgreiche Fortpflanzung hängt mit dem jeweiligen  Sexualzyklus zusammen. Dies hat zur Folge, dass die Investitionskosten weiblicher Tiere höher sind, sie benötigen mehr Energie für die Produktion von Eiern oder das Austragen von Jungtieren. Im Fall von Säugetieren ist der Nachwuchs ohne die Milch ihrer Mutter (oder einer Ziehmutter) nach der Geburt nicht überlebensfähig.

## Intensität der Brutpflege

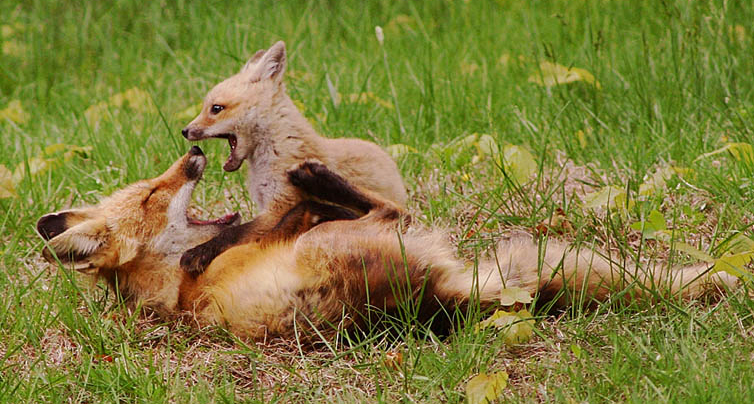
Rotfuchsmutter mit Jungtier

Grundsätzlich lassen sich im Tierreich zwei gegensätzliche Fortpflanzungsstrategien beobachten: Entweder setzt eine Tierart auf viele Nachkommen und wenig Brutpflege (r-Strategie), oder sie setzt auf wenige Nachkommen, die jedoch mit verhältnismäßig hohem Aufwand versorgt werden (k-Strategie). Je nach Tierart können zur Brutpflege unterschiedliche Verhaltensweisen gehören, beispielsweise das Bewachen von Eiern und Jungtieren sowie die Versorgung der Nachkommen mit Nahrung, Wasser und Wärme. Aber auch das Reinigen (bzw. Sauberhalten) der Aufzuchtstätte, deren Tarnung vor Feinden und das Schattenspenden können Formen der Brutpflege sein, ebenso der Transport, das Führen und Zusammenhalten der Jungtiere im Lebensraum sowie das Übermitteln wichtiger Kenntnisse. Die Vielzahl möglicher elterlicher ‚Leistungen‘ kann als Form des Altruismus interpretiert werden und einen Interessenskonflikt zwischen Jungen und Eltern zur Folge haben, der dazu führt, dass dem Nachwuchs die Unterstützung spätestens bei der Geburt der nächsten Generation entzogen wird. Höhere Säugetiere und viele Vogelarten kombinieren Brutpflege mit einer individuellen Bindung zu ihren Jungtieren.

### Zahlreiche Nachkommen; die r-Strategie
Das r steht hier für rate (engl. für Anzahl) und wird von Tierarten angewendet, die in großem Stil Nachwuchs zeugen. Nicht nur die Anzahl der Jungtiere, auch die Lebensdauer der Spezies und die Populationsgröße entscheiden darüber, welche Fortpflanzungsstrategie gewählt wird. Blattläuse werden schnell geschlechtsreif und sorgen alle 20 bis 40 Tage für Nachwuchs, wobei jedes Mal bis zu 100 Eier gelegt werden. Bei der Anzahl der Eier ist der Zugriff durch Fressfeinde bereits vor dem Schlupf mit einkalkuliert.
Wenig Brutpflege betreiben z. B. Insekten, die meisten Fische, Amphibien oder Reptilien: die befruchteten Eier werden meist sich selbst überlassen. Dabei gibt es jedoch auch hier einige Arten, die ein ungewöhnlich starkes Brutpflegeverhalten zeigen. Weibchen des Nördlichen Felsenpythons beschützen ihren Nachwuchs beispielsweise, sowohl vor dem Schlupf, als auch zwei Wochen danach, vor Nesträubern und halten die Temperatur im Nest konstant.
Eine besondere Form der Brutpflege bei Fischen ist das Maulbrüten. Auch bei Webspinnen ist Brutpflege bis hin zur Fütterung durch Regurgitation zu beobachten.

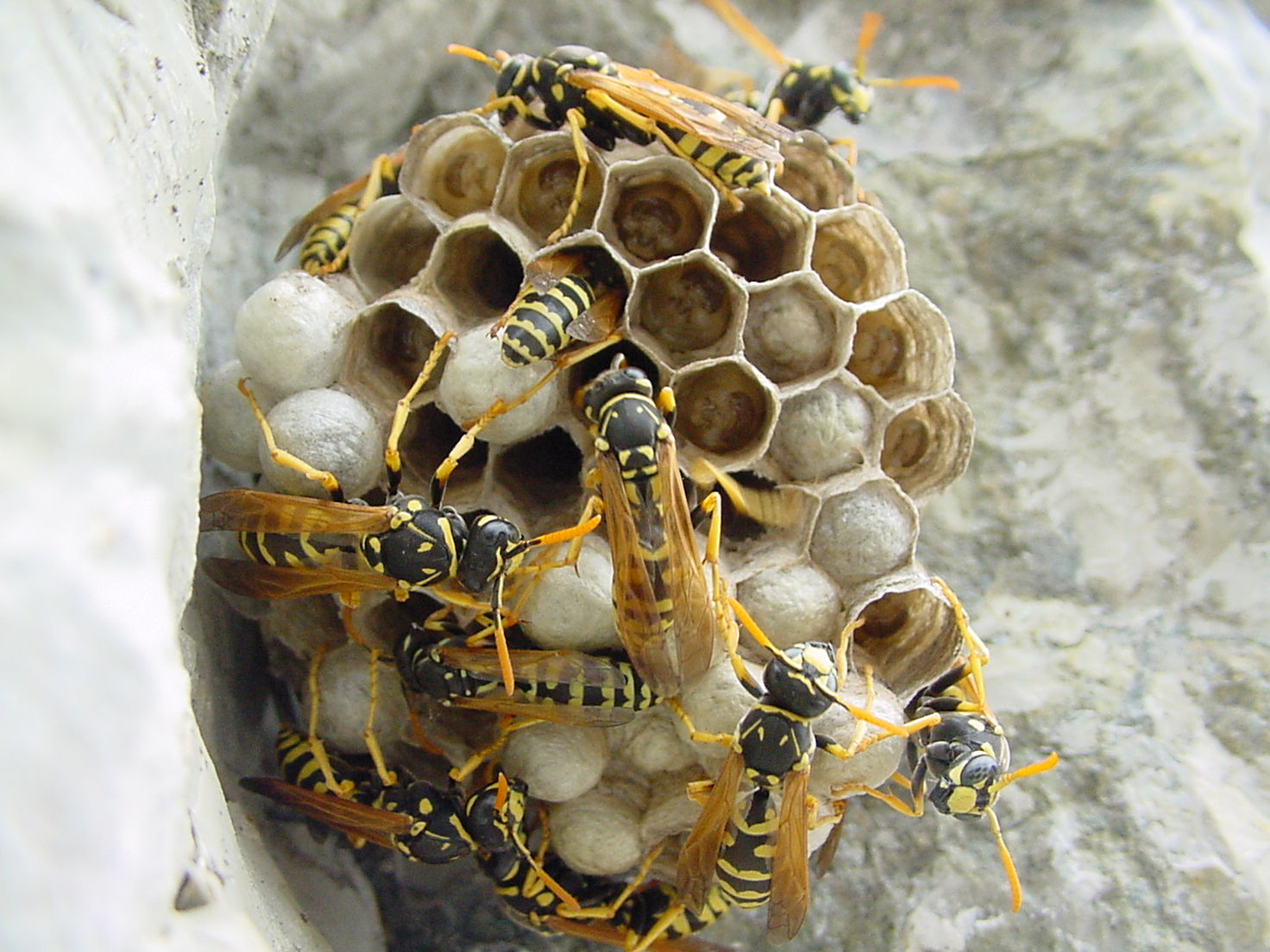
Wespennest

### Wenige Nachkommen; die k-Strategie
Gerade bei Säugetieren und Vögeln, verhalten sich viele Tierarten territorial, d. h. sie beanspruchen ein gewisses Revier für sich oder ihre Familiengruppe. Wenn ein Habitat die Kapazitätsgrenze (k) erreicht hat, wäre eine unkontrollierte Vermehrung, aufgrund der begrenzten Ressourcen, nachteilig für alle Individuen dieser Art. Die meisten Spezies, die diese Strategie anwenden, verbinden eine relativ lange Zeit bis zur Geschlechtsreife mit einer langen Lebensdauer sowie wenigen Nachkommen, die oft nach einer langen Tragzeit geboren werden. Der größere Abstand zwischen den Geschwistern ermöglicht eine besonders enge Bindung zwischen den Eltern, bzw. der Mutter, und den einzelnen Jungtieren.
Säugetiere betreiben durch das Säugen und andere Formen der Fütterung eine besonders intensive Brutpflege. Bei allen bislang darauf untersuchten Säugetierarten einschließlich des Menschen sowie bei vielen anderen Wirbeltieren löst das Hormon Prolaktin Brutpflegeverhalten aus, und zwar sowohl bei Weibchen als auch bei Männchen, wenn sie an der Brutpflege beteiligt sind. Man unterscheidet bei Jungtieren zwischen Nesthockern und Nestflüchtern. Ein Bestandteil des Brutpflegeinstinkts vieler Säugetiere ist auch das Eintrageverhalten.
Die Brutpflege des Menschen, bzw. (Erziehung) endet nicht mit dem Erreichen der Geschlechtsreife, da die Erziehung zur Selbstständigkeit in den meisten Kulturen erst zu einem späteren Zeitpunkt abgeschlossen ist.

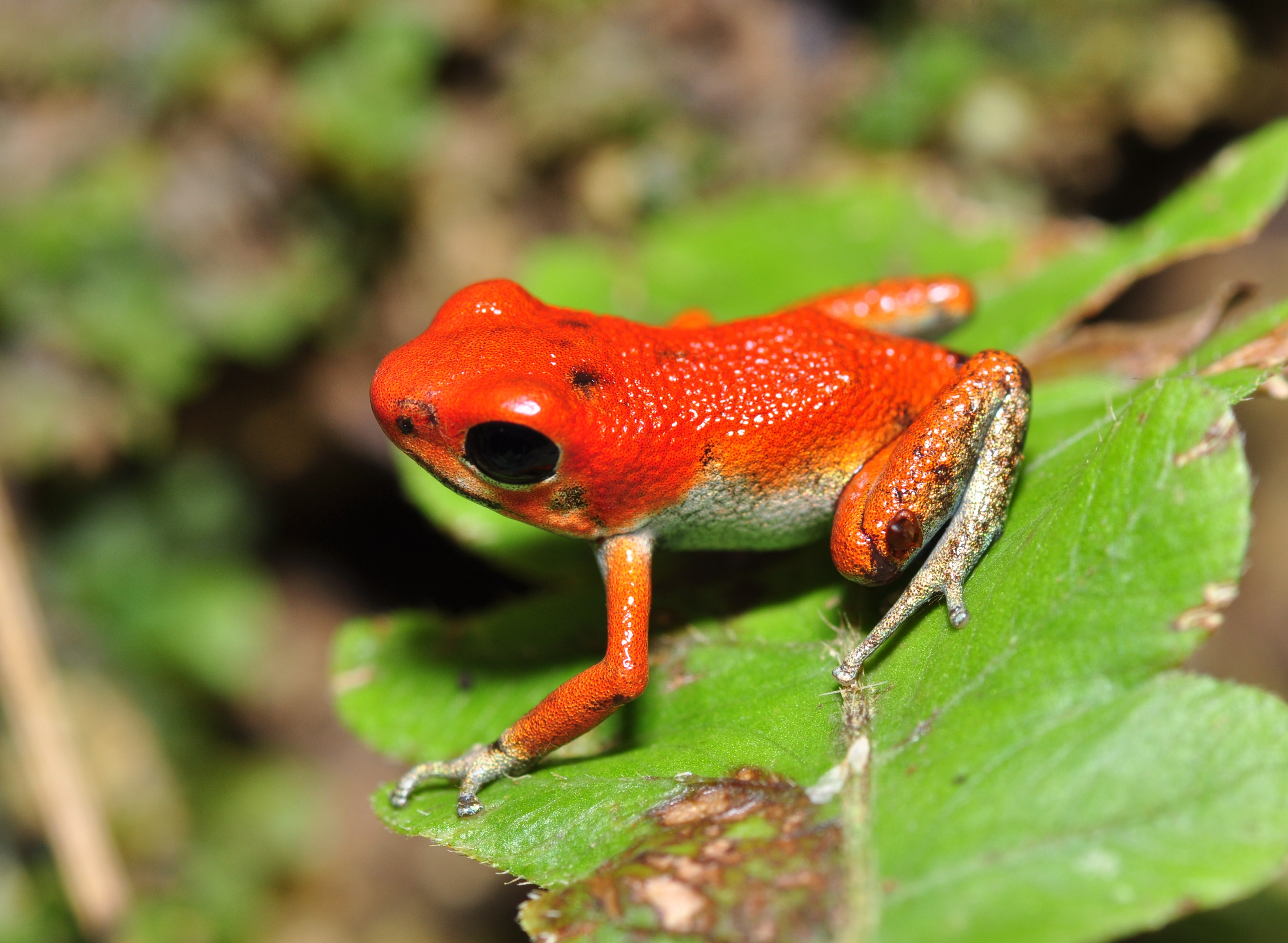
Das winzige Erdbeerfröschchen betreibt eine sehr aufwändige Brutpflege

Unter den tropischen Baumsteigerfröschen (auch Pfeilgiftfrösche genannt) gibt es die Gattung Oophaga, bei der jede einzelne Kaulquappe einzeln versorgt wird. Erdbeerfröschchen (Oophaga pumilio) transportieren jede ihrer höchstens 10 Kaulquappen nach dem Schlupf zu einer geeigneten Bromelie, um sie vor Fressfeinden zu schützen. Da es dort jedoch keine Nahrung gibt, kommt die Froschmutter für etwa sechs Wochen, um ihren oophagen Nachwuchs mit unbefruchteten Nähreiern zu ernähren, die sie eigens dafür produziert. Die hohe elterliche Investition wird damit erklärt, dass nur aus 5–12 Prozent des Laichs Kaulquappen schlüpfen.

## Familienformen

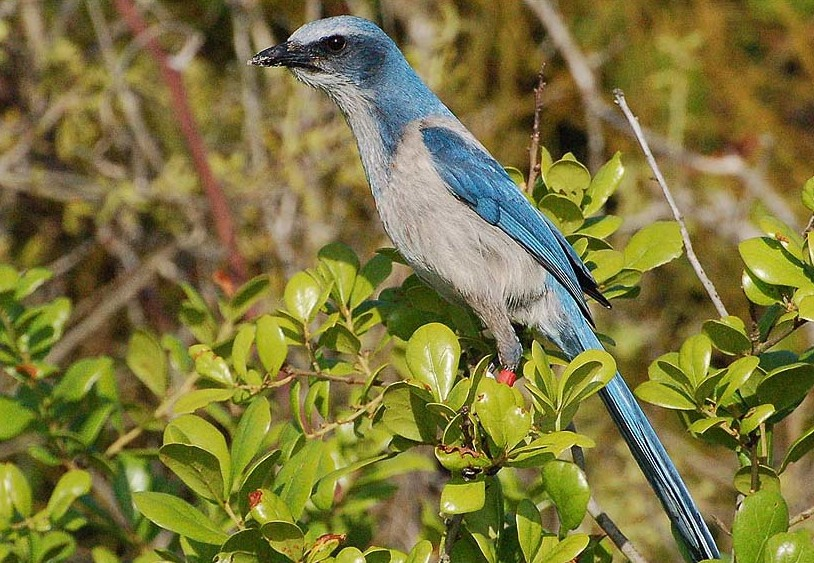
Florida-Buschhäher (Aphelocoma coerulescens) bilden Brutgruppen

Je nachdem, in welcher Form sich die Elternteile an der Brutpflege beteiligen, unterscheidet man folgende Familienformen:
- Elternfamilie, Weibchen und Männchen üben die Brutpflege gemeinsam aus, wobei das Männchen meist einen größeren Anteil an der Revierverteidigung hat. In den meisten Fällen ist das die dauerhafteste Familienbindung im Tierreich. (z. B. bei den Buntbarschen der Tribus Cichlasomatini, den Schakalen und Menschen).
- Mann-Mutter-Familie, das Weibchen übt die Brutpflege allein aus, während das Männchen das Revier verteidigt. Auch nach dem Freischwimmen der Jungfische betreut das Weibchen allein die Jungen. (z. B. bei Buntbarschen der Gattung Crenicara und Telmatochromis.) Diese  Familienform ist oft mit Polygamie verbunden. Dann spricht man von einer Mann-Mütter-Familie.
- Mutterfamilie, das Weibchen übt die Brutpflege allein aus, das Männchen beteiligt sich nicht an der Brutpflege. (z. B. bei den maulbrütenden Buntbarschen des Malawisees, aber auch, verbunden mit Polygamie, bei den meisten Säugetieren)
- Vaterfamilie, das Männchen übt die Brutpflege und brutpflegevorbereitende Tätigkeiten wie Nestbau allein aus. (z. B. bei den Laufhühnchen, Stichlingen, Seenadeln, Groppen, Fadenfischen, beim Südamerikanischen Schmetterlingsbuntbarsch und bei den Antennen-Harnischwelsen.)
- Vater-Mutter-Familie, das Weibchen übt die Brutpflege zuerst allein aus, während das Männchen das Revier verteidigt. Schwimmen die Jungfische frei, so werden sie von beiden Eltern betreut. (z. B. bei offenbrütenden Buntbarschen wie der Gattung Pelvicachromis.)

## Helfer bei der Brutpflege
Bei manchen Tierarten, beteiligen sich zusätzlich Bruthelfern oder Brutpflegehelfern bei der Pflege der Jungtiere. Strauße und Pinguine organisieren regelrechte Kinderkrippen für ihre Jungtiere. So kann ein Teil der Mütter auf Nahrungssuche gehen, während die Jungtiere vor möglichen Angreifern geschützt werden.
In Gegenden, wo Angebot an Nistmöglichkeiten und Nahrung so knapp ist, dass einzelne Vogelpaare wenig Aussicht auf Erfolg hätten, kommt es zur Bildung von Brutgruppen. Ein Beispiel hierfür sind die Florida-Buschhäher. So machen die Unterstützer, die meist enge Verwandte sind, wichtige Erfahrungen, um später selbst erfolgreich Junge aufzuziehen. Mit der Zeit steigen die Helfertiere in ranghöhere Positionen auf und übernehmen schließlich selbst die Rolle eines Brutvogels.
Weitere Spezies, bei denen nicht nur Mütter und Väter sich an der Aufzucht beteiligen, sind z. B. bei Herdentieren wie Rindern („Ammenkühe“, Mutterkuhhaltung), Fledermäusen, Primaten und eusozialen Tieren wie den staatenbildenden Insekten und dem Nacktmull.